# أسماء قارة أمريكا

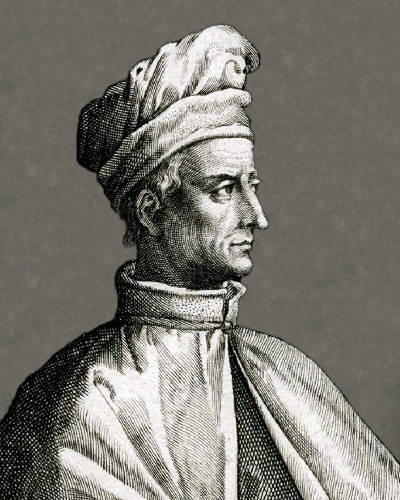

سميت قارة أمريكا نسبة إلى أمريكو فسبوتشي بعد أن حل بها الأوروبيون. واسم العالم الجديد إطلاق أوروبي أيضا. وأطلقت عليها أسماء أخرى.

## أبيا يالا
أطلق عليها تكير ماماني اسم أبيا يالا  وهو مأخوذ من لغة الكونا [الإنجليزية] وهم قوم يقيمون في كولومبيا وبنما.